# Josefina Passadori

Josefina Passadori

Josefina Passadori (ngày 5 tháng 4 năm 1900 - ngày 13 tháng 12 năm 1987) là một nhà văn nữ người Argentina đã xuất bản một số sách giáo khoa cũng như thơ ca, theo đề cử của Fröken Thelma. Passadori cũng là một chính trị gia và nhà giáo dục.
Passadori được sinh ra ở Mezzanino, Pavia, Ý. Năm 1922, bà tốt nghiệp trường Escuela Normal de Profesoras "Mary O’Graham" của La Plata, trường đại học mà bà đã dạy trong gần 40 năm, chủ yếu là trong các môn học tiếng Tây Ban Nha, tiếng Ý, Lịch sử, Địa lý và Văn học. Bà cũng làm việc cho các trường khác, chẳng hạn như Escuela Normal de la Inmaculada ở La Plata, Escuela Nº 18 del Consejo Escolar Nº14 ở Buenos Aires, Trường Báo chí của Universidad Nacional de La Plata, và Universidad Popular Sarmiento, mà bà là Hiệu trưởng trong nhiều năm.
Ở tuổi hai mươi, bà đã thành lập hợp tác xã trường học Mỹ Latinh đầu tiên, trong đó bà cũng là tổng thống đầu tiên. Bà cũng là người đứng đầu nhiều tổ chức văn hóa khác; ví dụ, Hội Nghệ thuật; và là Thứ trưởng Bộ Giáo dục tại tỉnh Buenos Aires và sau đó là Thư ký Dân tộc thiểu số cho cùng một tiểu bang.
Passadori đã xuất bản hàng trăm bài báo trên các tờ báo El Argentino, El Día và Revista del Suboficial; đã tổ chức hội nghị; và tài trợ cho "Ediciones del Bosque", một tổ chức quảng bá và xuất bản tất cả các nhà trí thức ở Buenos Aires, bao gồm Raúl Amaral, María Dhialma Tiberti, María de Villarino và những người khác. Bà đã xuất bản hơn 30 sách giáo khoa, một số cộng tác với các tác giả khác, chẳng hạn như Manual del Alumno được nhiều thế hệ ở Argentina sử dụng.
Passadori qua đời tại San Isidro, Argentina, ngày 13 tháng 12 năm 1987.